# Karl-Gunnar Björklund

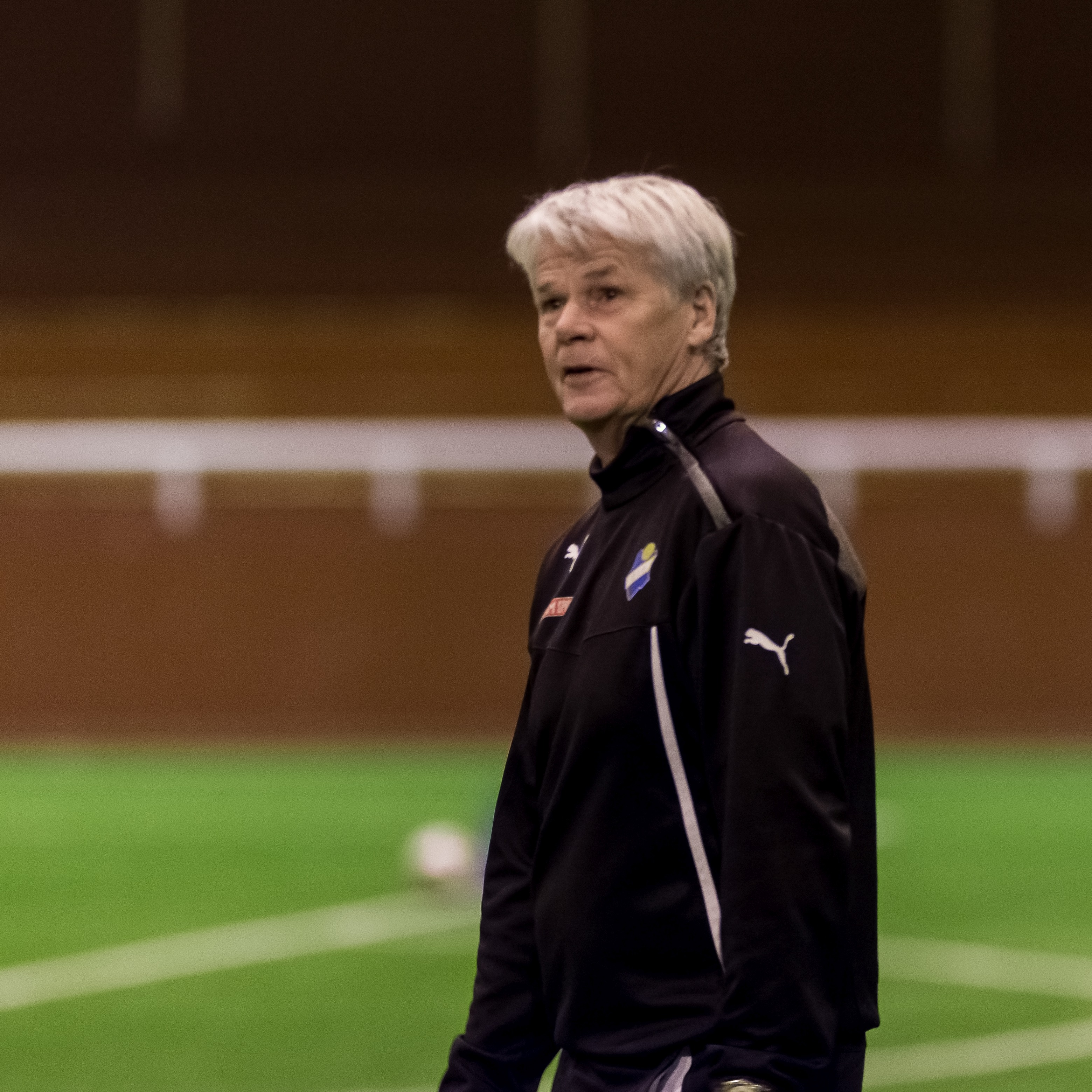
Karl-Gunnar Björklund (2015)

Karl-Gunnar Björklund (* 2. Dezember 1953 in Växjö) ist ein schwedischer ehemaliger Fußballspieler, der mittlerweile als Trainer tätig ist. Der Mittelfeldspieler gewann mit Östers IF den schwedischen Meistertitel. Für die schwedische Nationalmannschaft bestritt der Vater von Joachim Björklund 1981 und 1982 Jahre insgesamt 14 Länderspiele.

## Werdegang
Björklund begann seine Karriere bei Östers IF. Als Nachwuchsspieler debütierte er in der Spielzeit 1973 für den Klub in der Allsvenskan. An der Seite von Göran Hagberg, Anders Linderoth, Inge Ejderstedt und Jan Mattsson war er auch in den folgenden Jahren Ergänzungsspieler, erst in der Spielzeit 1976 feierte er seinen Durchbruch: mit fünf Saisontoren in 25 Spielen trug er zum Erreichen des dritten Tabellenplatzes bei. In der anschließenden Spielzeit war er mit acht Saisontoren – damit belegte er den zehnten Platz in der Torschützenliste der Liga – vereinsintern bester Schütze vor Tommy Evesson und Mats Nordgren, dennoch reichte es nur zum neunten Tabellenplatz.
Unter Trainer Lars Arnesson begann im Anschluss Björklunds erfolgreichste Zeit. Mit der Mannschaft um Peter Nilsson, Teitur Þórðarson, Björn Andersson und Per-Olof Bild dominierte er in der Spielzeit 1978 die Meisterschaft und holte sich mit sechs Punkten Vorsprung auf Malmö FF erstmals den Meistertitel. Im folgenden Jahr übernahm Bo Johansson das Traineramt, auch unter dessen Leitung blieb er Stammkraft in der Offensive. In der Spielzeit 1980 gewann der Klub erneut den Meistertitel, genauso wie in der folgenden Spielzeit. Mit guten Leistungen hatte er sich zwischenzeitlich in die Landesauswahl gespielt, die seit 1980 von Arnesson trainiert wurde. Im Mai 1981 lief er bei der 1:2-Niederlage gegen Dänemark erstmals im Nationaljersey auf, insbesondere in den anschließenden Spielen zur Qualifikation zur Weltmeisterschaftsendrunde 1982 lief er regelmäßig auf. Zwar verpasste die Auswahlmannschaft hinter Schottland und Nordirland die Qualifikation, dennoch war er auch im Folgejahr ständig im Kader.
In der Spielzeit 1983 stand Björklund mit Östers IF kurz vor dem erneuten Gewinn des Meistertitels. Die von Leif Widén trainierte Mannschaft scheiterte jedoch im Meisterschaftsendspiel am IFK Göteborg. Am Ende der Spielzeit verabschiedete sich Björklund vorerst vom Erstligafußball und schloss sich dem Drittligisten IFK Värnamo an, mit der er ein Jahr später in die Viertklassigkeit abstieg. Ende 1987 kehrte er zu Östers IF in die Allsvenskan zurück, um mit dem Klub in der Meisterschaftsendrunde anzutreten – nach zwei Niederlagen gegen Malmö FF scheiterte er jedoch direkt im Halbfinale. 
Nach dem Ende seiner aktiven Laufbahn wechselte Björklund als Assistent von Hans Backe auf die Trainerbank beim Östers IF, wo er seinen Sohn Joachim in die erste Mannschaft lotste. 1991 ging er als Nachfolger von  Teitur Þórðarson als Cheftrainer nach Norwegen zu Brann Bergen, dabei wechselte sein Sohn mit ihm. 1993 trennten sich die Wege, als der Vater den schwedischen Zweitligisten Kalmar FF übernahm. Im folgenden Jahr qualifizierte er sich mit der Mannschaft als Vizemeister der Südstaffel für die Relegationsspiele zur Allsvenskan, der Aufstieg in die Eliteserie wurde nach einer 1:4-Niederlage und einem 2:2-Unentschieden gegen Hammarby IF verpasst. Dennoch kehrte er in die erste Liga zurück, da der Rekordmeister Örgryte IS ihn als neuen Cheftrainer verpflichtete. Die ersten beiden Jahre waren von Defensivfußball geprägt mit dem der Klassenerhalt bewerkstelligt wurde. Mit der Mannschaft um Marcus Allbäck überraschte er schließlich in der Spielzeit 1997 mit Angriffsfußball, der den Klub auf den fünften Tabellenplatz führte. Dennoch wechselte er nach Saisonende den Verein und schloss sich IF Elfsborg an, bei dem er seinen nach Norwegen abgewanderten ehemaligen Mitspieler Anders Linderoth beerbte. Im ersten Jahr beendete er die Saison als Tabellenzehnter vor den Relegationsplätzen. Nachdem die Mannschaft im folgenden Jahr erneut im Abstiegskampf steckte, entließ ihn der Klub nach einer 1:5-Niederlage gegen Örgryte IS im Juli 1999 und ersetzte ihn durch seinen bisherigen Assistenten Bengt-Arne Strömberg.
Anschließend arbeitete Björklund in Norwegen bei Molde FK und Larvik Fotball. Nach einem Intermezzo als Assistenztrainer von Mats Jingblad bei Landskrona BoIS kehrte er als Sportchef zum IFK Värnamo zurück. Später arbeitete er hauptberuflich als Sportlehrer. Im Frühjahr 2008 übernahm er den Trainerposten beim Drittligisten Östersunds FK. Nach einer Niederlagenserie zu Beginn der Drittliga-Spielzeit 2009 trat er von seinem Amt zurück. Für die Spielzeit 2010 wurde er vom Lokalrivalen IFK Östersund verpflichtet. Im Dezember 2010 kehrte er als Assistenztrainer von Roar Hansen zum Östers IF zurück. Diesem folgte er Anfang 2013 zu Helsingborgs IF.